# Lego
Pour les articles homonymes, voir Lego (homonymie) et The Lego Group.
Lego, stylisé en LEGO, est une gamme de jouets de construction fabriqués par le groupe danois The Lego Group, une société privée basée à Billund. Elle se compose de briques en plastique emboîtables, de figurines et de diverses autres pièces. Les briques Lego de différentes couleurs en acrylonitrile butadiène styrène (ABS) peuvent être assemblées et reliées afin de construire des objets tels que des véhicules, des bâtiments, des robots fonctionnels, des paysages, etc. Les constructions peuvent être démontées pour créer de nouveaux montages avec les pièces. The Lego Group a commencé à fabriquer des briques de jeu à verrouillage en 1949,. Le fabricant de jouets devient en 2014 le numéro 1 du marché du jouet devant Mattel et s'offre de nouvelles licences, comme la licence The Simpsons et la licence Minecraft, jeu vidéo à succès souvent qualifié de « Lego virtuel » racheté par Microsoft en 2014. Cette même année Lego enregistre un chiffre d'affaires de 3,83 milliards d'euros (+13 % par rapport à 2013) et un bénéfice net de 941 millions d'euros (+15,6 % par rapport à 2013).
Le 17 février 2015, Lego est classée « marque la plus puissante au monde » par le cabinet Brand Finance (en). Sont évaluées sa capacité de développer son image mais aussi son habileté à convertir cette image en valeur commerciale. Détrônée l'année suivante par Disney, elle retrouve la première place du classement pour l'année 2016.

## Histoire

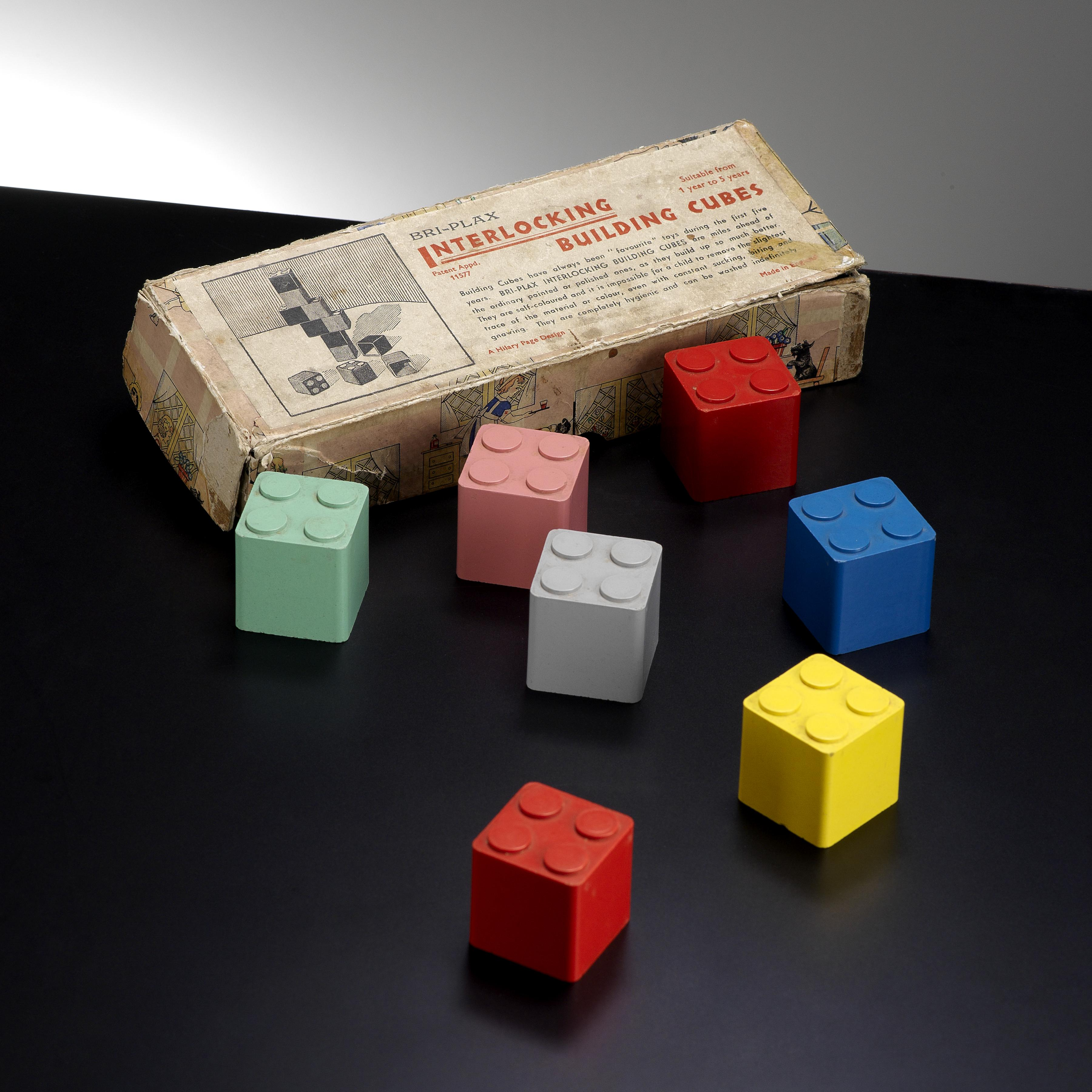
"Cubes de construction imbriqués" de Hilary Fisher Page par Kiddicraft, 1939.

Les premiers jouets Lego sont créés en 1932 par un charpentier danois, Ole Kirk Christiansen. Le nom lego vient des mots danois leg godt, qui signifient « joue bien »,.

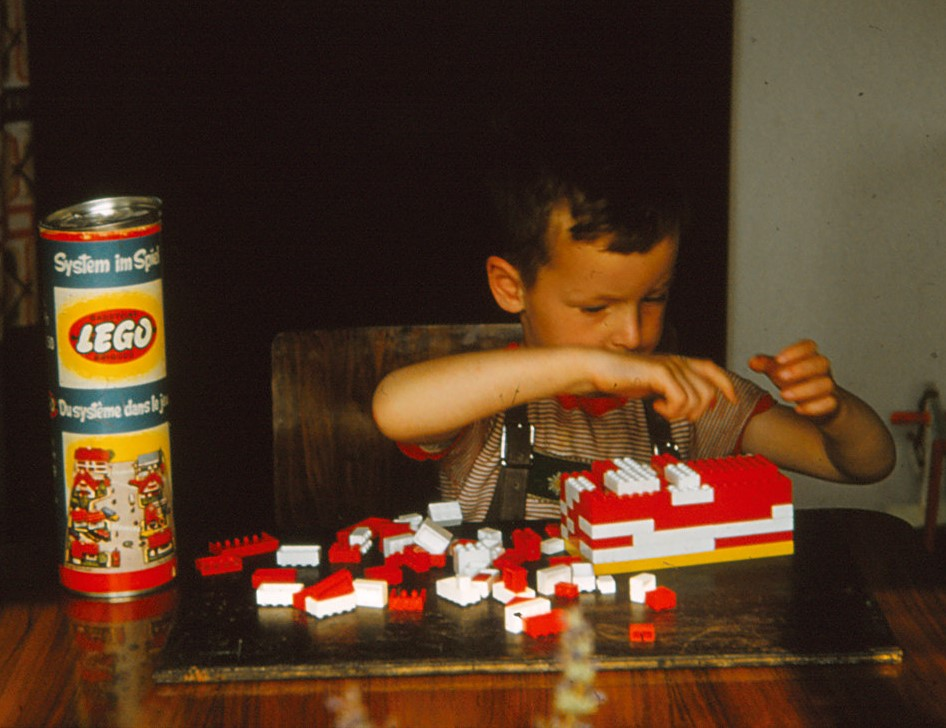
Un garçon britannique jouant avec des Lego en 1957. Vendue pour la première fois au Danemark, la société a étendu ses ventes à travers l'Europe dans les années 1950, avant de s'étendre en dehors du continent à partir des années 1960.

C'est à cause de la crise de l'époque que Christiansen se reconvertit pour fabriquer des jouets en bois. Mais l'incendie de son usine, la guerre et la mauvaise qualité du bois le poussent vers le plastique. En 1952, il crée les premières briques en plastique à tenons (les picots) et, après les avoir testées en les donnant à ses enfants, les commercialise en 1954 mais la force d'accrochage (la capacité qu'ont les différentes pièces à s'imbriquer entre elles et à se séparer) est peu efficace. Les premiers essais de brique en plastique ne s'emboîtent pas très bien. En 1958, le plastique ABS apporte une amélioration car il est plus résistant et dur. La première figurine a, quant à elle, vu le jour beaucoup plus tard, en 1978.
Christiansen a ensuite passé le flambeau de l'entreprise à son fils, Godtfred Kirk Christiansen. Le premier parc Legoland est ouvert en 1969 au Danemark.
L'entreprise marche de mieux en mieux, mais elle doit faire face à une baisse des ventes en 2000 car Lego s'occupe de trop de produits différents. Lego se recentre alors sur l'activité principale : la brique. Depuis, l'entreprise familiale a très bien remonté la pente et est classée en 2014 numéro 1 des jouets vendus dans le monde. Les ventes ont en effet augmenté de 15 %, et cela grâce aux performances de certaines lignes de produits comme Lego City, Lego Creator et The Lego movie. Cette année là, alors que la croissance sur le marché du jouet traditionnel était faible, le groupe Lego voyait lui une très forte croissance dans toutes ses régions. C’est ce qui a permis à Lego de dépasser le leader Mattel, connaissant lui un essoufflement de son jouet Barbie,. L’entrée sur le marché en 2014 des premiers longs-métrages LEGO a aussi contribué à l’extension du groupe.
Les clés de leur succès résident dans leur capacité d’innovation, notamment en créant des gammes touchant des thèmes actuels (Lego City, Lego Star Wars, Lego Friends, etc.), mais aussi leurs normes de qualités très strictes permettant aux enfants de développer leur imagination sans danger.
Kjeld Kirk Kristiansen, petit-fils du créateur, a dirigé la société The Lego Group de 1979 à 2004, puis a passé la main à Jørgen Vig Knudstorp.
Alors que jusqu'aux années 1990 toutes les figurines Lego présentaient un sourire figé, la gamme s'élargit ensuite à de nouvelles expressions faciales.
En août 2018, Lego lance ses premières pièces en plastique végétal. Conçu dans le laboratoire de recherche et développement de la firme pour répondre à la demande des consommateurs, ce matériau durable est élaboré à partir de canne à sucre.
En 2020, Lego rachète le site internet Bricklink, une marketplace communautaire de vente de pièces ou sets « d'occasion », bien qu'on y trouve beaucoup de références neuves, et réservées exclusivement aux produits de la marque, incluant les briques « custom » (tampographiée, chromées ou gravées).
Les moulages sont réalisés au Danemark, en Hongrie, au Mexique et en Chine. La décoration et l'emballage des briques sont réalisés dans des usines situées dans les trois premiers pays et en République tchèque. La production annuelle de briques est d'environ 36 milliards en moyenne, soit environ 1 140 éléments par seconde. Lego est l'une des plus grandes entreprises européennes et le plus grand fabricant de jouets au monde en termes de ventes,. En juillet 2015, 600 milliards de pièces Lego avaient été produites.
Lego entretient une large communauté de fans basée sur des concours de construction et des créations personnalisées, une gamme de films et de jeux. Huit parcs d'attractions Legoland ont été développés sous la marque.

## Briques

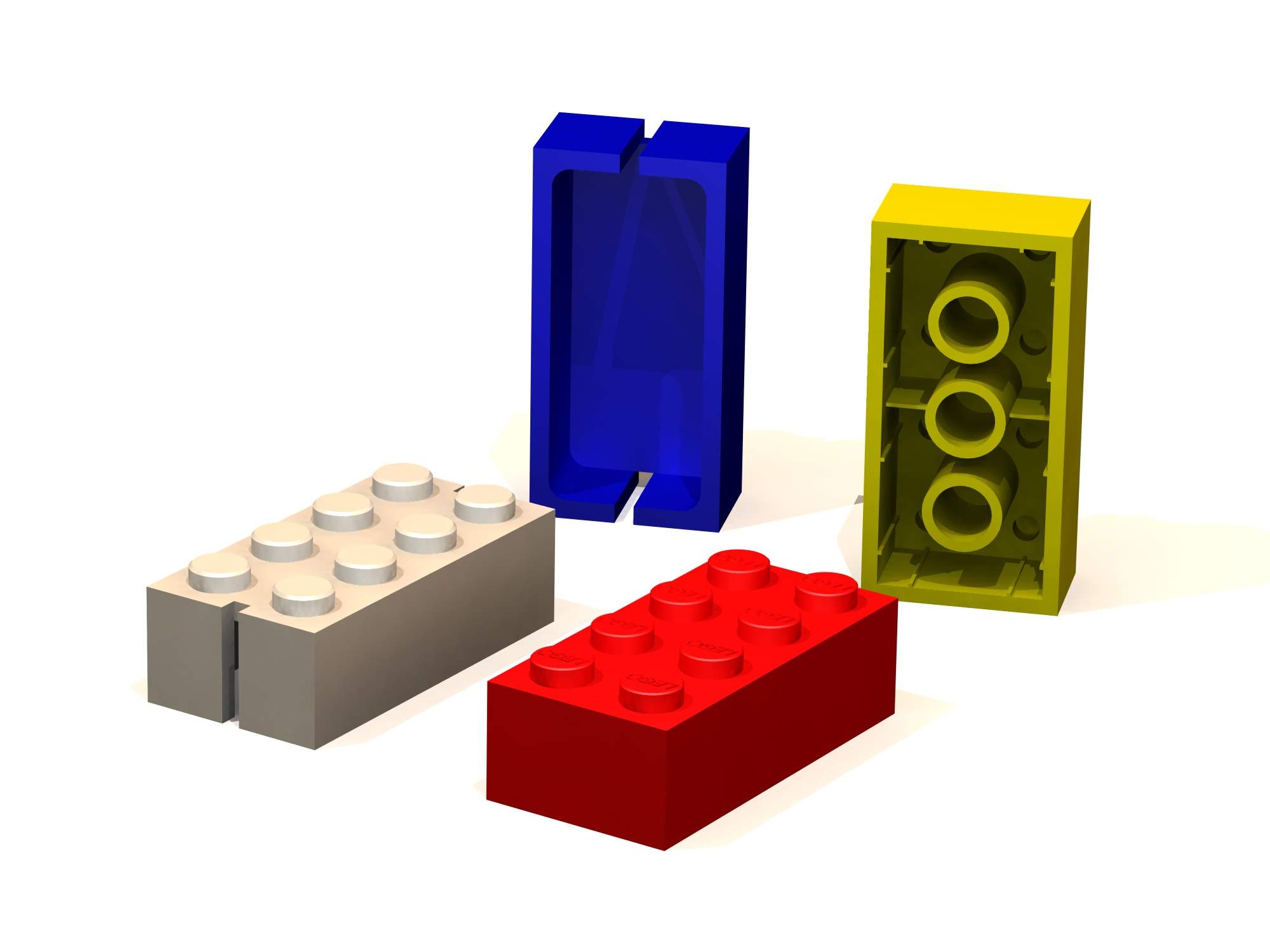
Évolution de la brique : modèles de 1949 et 1958.

Dimension standard des éléments de base.

Les briques Lego constituent un ensemble d’éléments modulaires. De ce fait, leurs dimensions sont multiples d’une valeur de base, appelée module et constituant l’unité Lego, et qui vaut en l’occurrence 1⁄8 de pouce (soit 3,175 mm).
Si on considère la brique la plus commune, de 2 × 4 plots, elle est large de 5⁄8 de pouce (15,875 mm), longue de 10⁄8 (31,75 mm) et haute de 3⁄8 (9,525 mm), soit trois fois la hauteur d’une plaque. Un plot a pour rayon 2,381 25 mm, de plus, l’espace entre deux plots vaut 1⁄8 de pouce, ce qui permet d’y glisser une plaque. Ainsi, en superposant quatre plaques 2 × 2 et une tuile, on obtient un cube de 5⁄8 de côté. La plupart des produits concurrents sont proposés dans les mêmes dimensions, une compatibilité qui les rend plus attrayants pour le consommateur.
Les premières briques, en 1949, étaient relativement simples : une coque vide avec des plots sur le dessus. Deux fentes latérales conféraient aux briques l’élasticité suffisante pour l’assemblage. Le brevet du 28 janvier 1958 concerne le modèle actuel, avec en particulier les fûts cylindriques disposés à l’intérieur de la coque venant en quinconce avec les plots : ainsi, le nombre de contacts entre deux éléments superposés est augmenté et garantit la bonne tenue des briques. Pour ce qui est des briques d’au moins 2 × 2, l’épaisseur de la coque est diminuée, et compensée par de petites nervures. Enfin, une nervure centrale assure la bonne tenue des parois et limite le retrait au moulage.

### Fabrication des briques

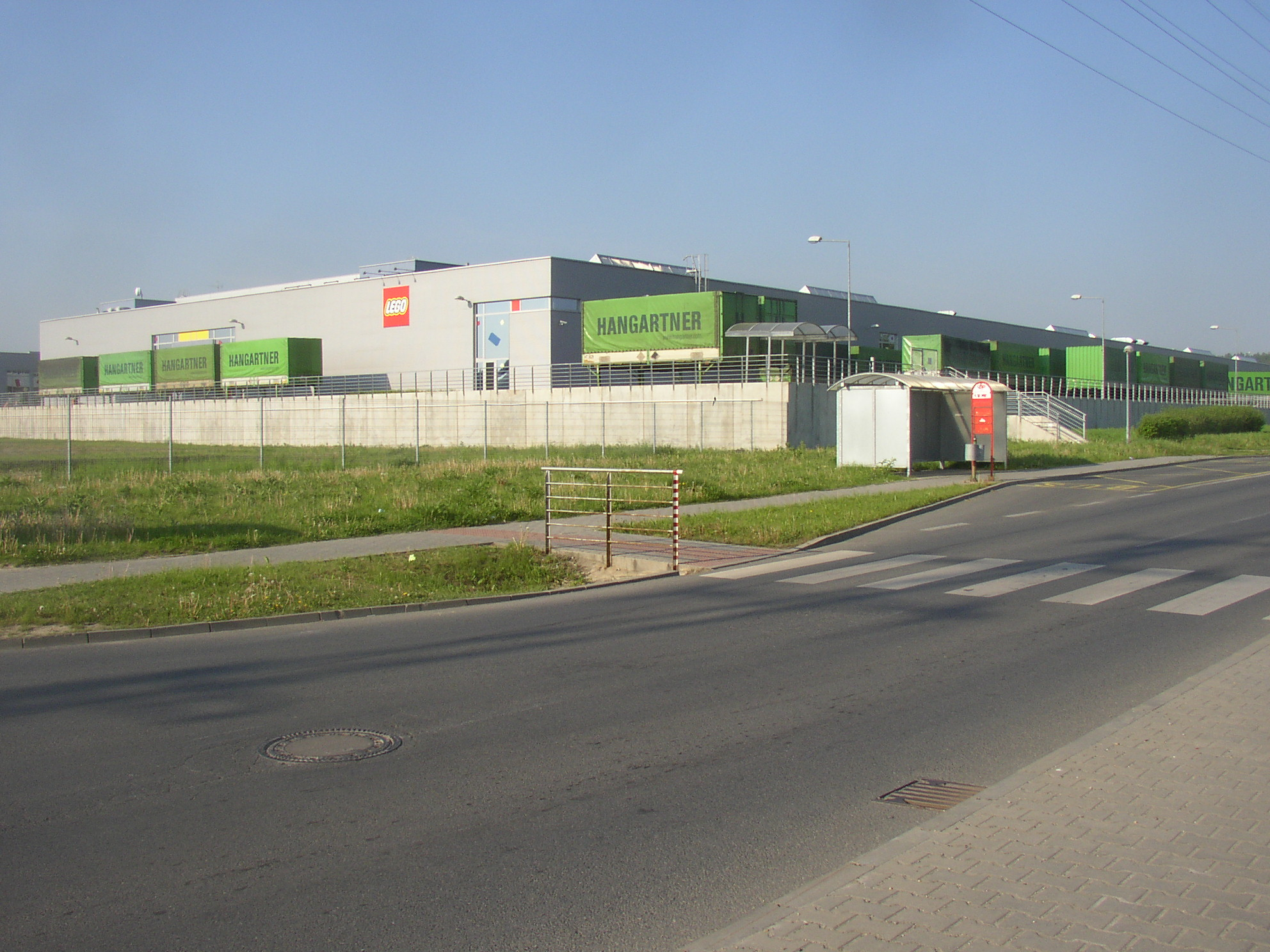
L'usine Lego de Kladno en République Tchèque, en 2008.

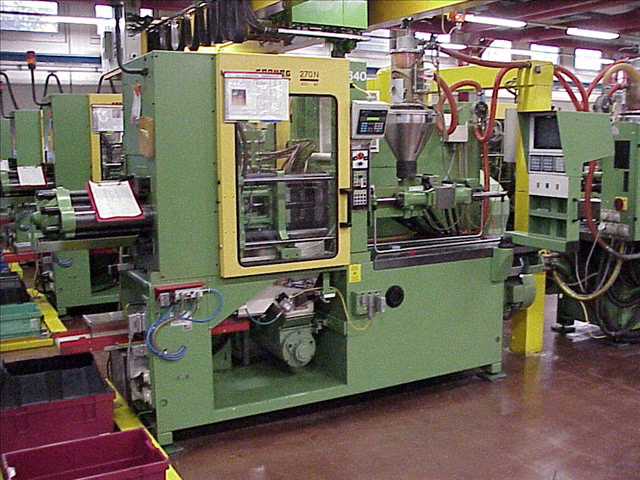
Des machines de moulage par injection, construites par la firme allemande Arburg.

À la simplicité d’utilisation correspondent une recherche et une précision dans la fabrication. Les briques sont testées aux différents stades de leur production ; elles sont produites avec une précision de dix micromètres. En 2008, le nombre de pièces défectueuses était estimé à une vingtaine de briques par million.
Un des éléments clés fut d’être un système complet. Chaque nouvelle série ou ensemble est compatible avec le reste du système : quelles que soient ses dimensions, sa forme ou sa fonction, chaque pièce est utilisable avec toutes les autres. Les engrenages et les mécanismes motorisés inclus dans les modules techniques les plus avancés peuvent être attachés presque sans effort aux Duplo pour les enfants de trois ans. Ces possibilités infinies arrivent même à fasciner les adultes.
Avec la composition précise de l’ABS, les moules sont la pierre angulaire du succès commercial de Lego. Ces moules sont donc des pièces à (très) haute valeur stratégique pour Lego. Jusque dans les années 1980, lorsqu’un moule n’était plus tout à fait conforme aux normes de qualité que s’impose son fabricant, il était coulé dans le béton d’un nouveau bâtiment Lego sur un site de l’entreprise. Dans les années 1980, l'entreprise décida de changer de stratégie et envoyait les moules à des usines d'acier. Depuis 2002, afin que les moules ne tombent pas dans de mauvaises mains, ils sont envoyés à l'usine de Billund où ils sont détruits en faisant fondre la surface en appliquant une très forte température.
En 2021, le groupe annonce un projet de fabrication de briques en plastique recyclé à partir de bouteilles en PET. Le projet est abandonné en 2023 par Lego, qui estime qu'il ferait augmenter le CO2 rejeté.

### Copies et contrefaçons
Les briques à tenons ont été souvent copiées. Les marques les plus connues les ayant reprises sont Mega Bloks, Smoby et Kre-O (en).
En septembre 2016, la marque Lego a introduit une action en justice contre la marque chinoise Lepin, très prisée par certains AFOLs et largement décriée par beaucoup d'autres. Selon la firme, les copies bon marché produites par Lepin seraient potentiellement dangereuses pour les consommateurs ; en 2013 déjà, Lego qui cherche à s'implanter en Chine avait été débouté dans un recours contre un autre fabricant chinois accusé de copier ses produits. En décembre 2017, The Lego Group remporte un procès contre la marque chinoise Bela pour la copie des figurines Lego, et non des briques,.
En 2020, plusieurs contrefaçons saisies en Chine présentent le logo de la marque Lego sur les tenons des briques, faisant craindre un parasitage du marché de l'occasion.

### Marché parallèle
La communauté des AFOLs a créé un immense marché parallèle basé sur le site Bricklink et les réseaux sociaux (notamment Facebook) où les clients de la marque achètent et revendent des briques, sets et produits de la marque, neufs ou d'occasion. Les collectionneurs peuvent ainsi aisément acquérir des sets parfois anciens, datant des années 1960, ou obtenir des informations sur ces produits.

### Galerie

Différentes pièces de Lego classées par couleurs
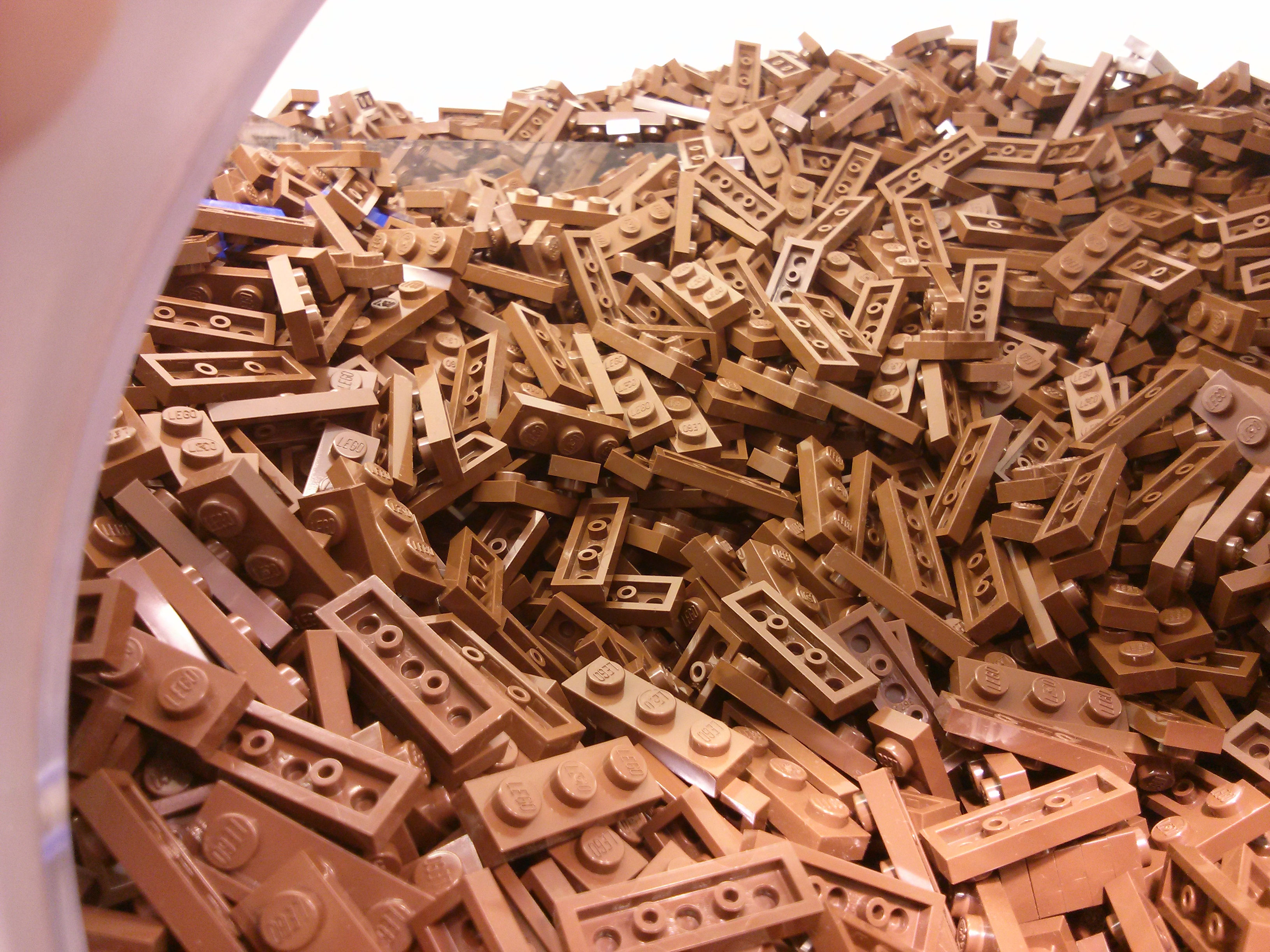
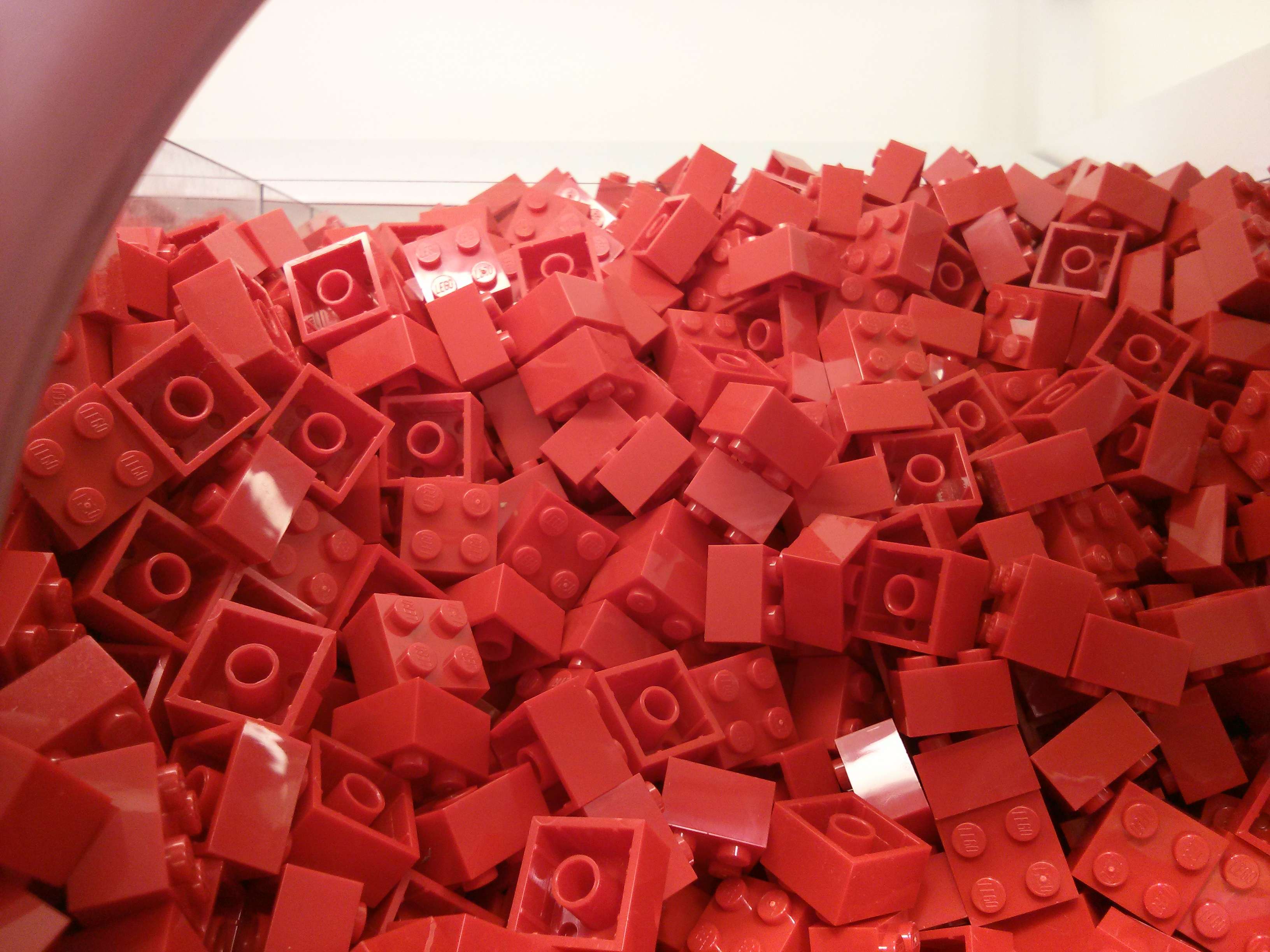
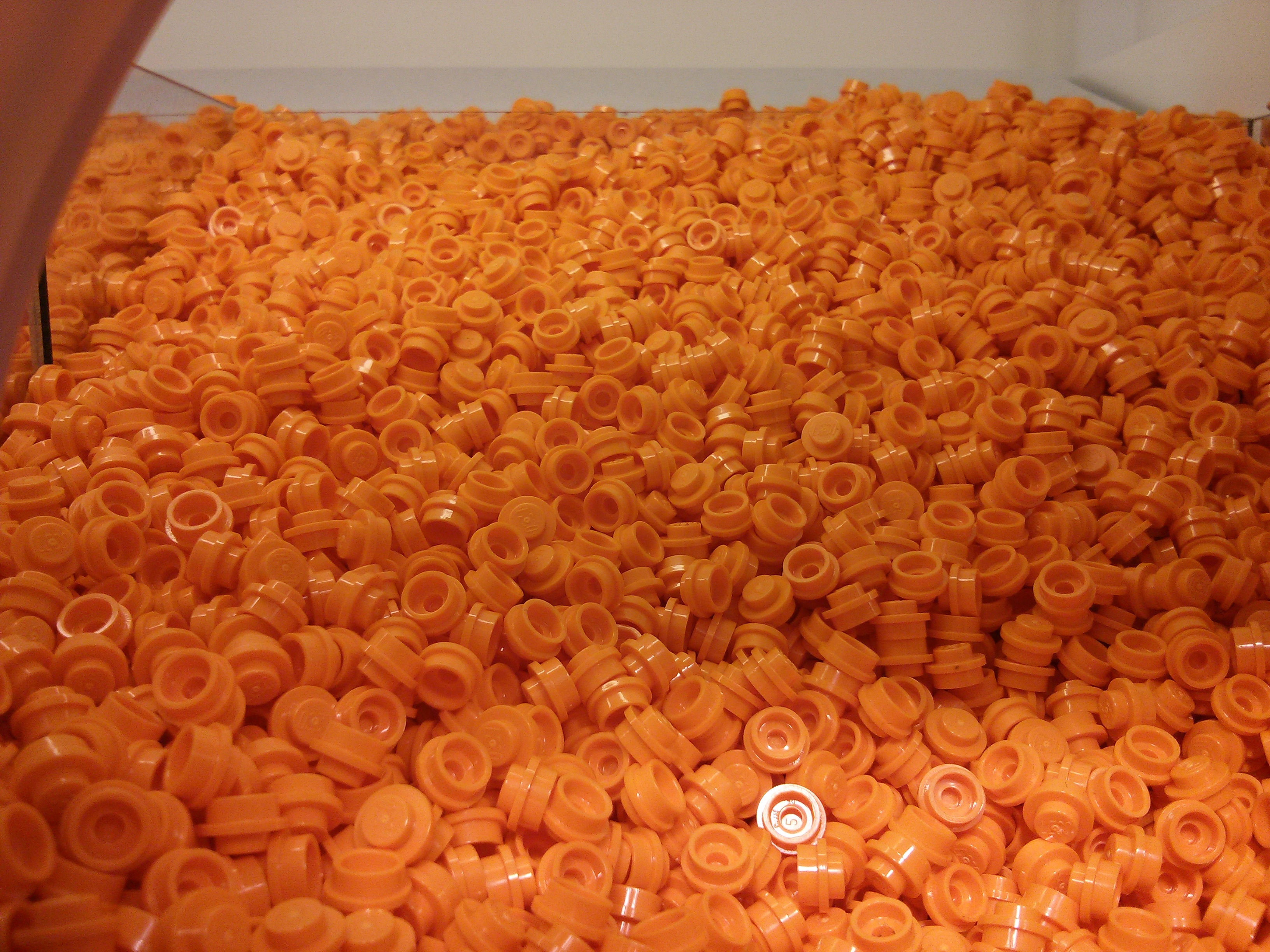
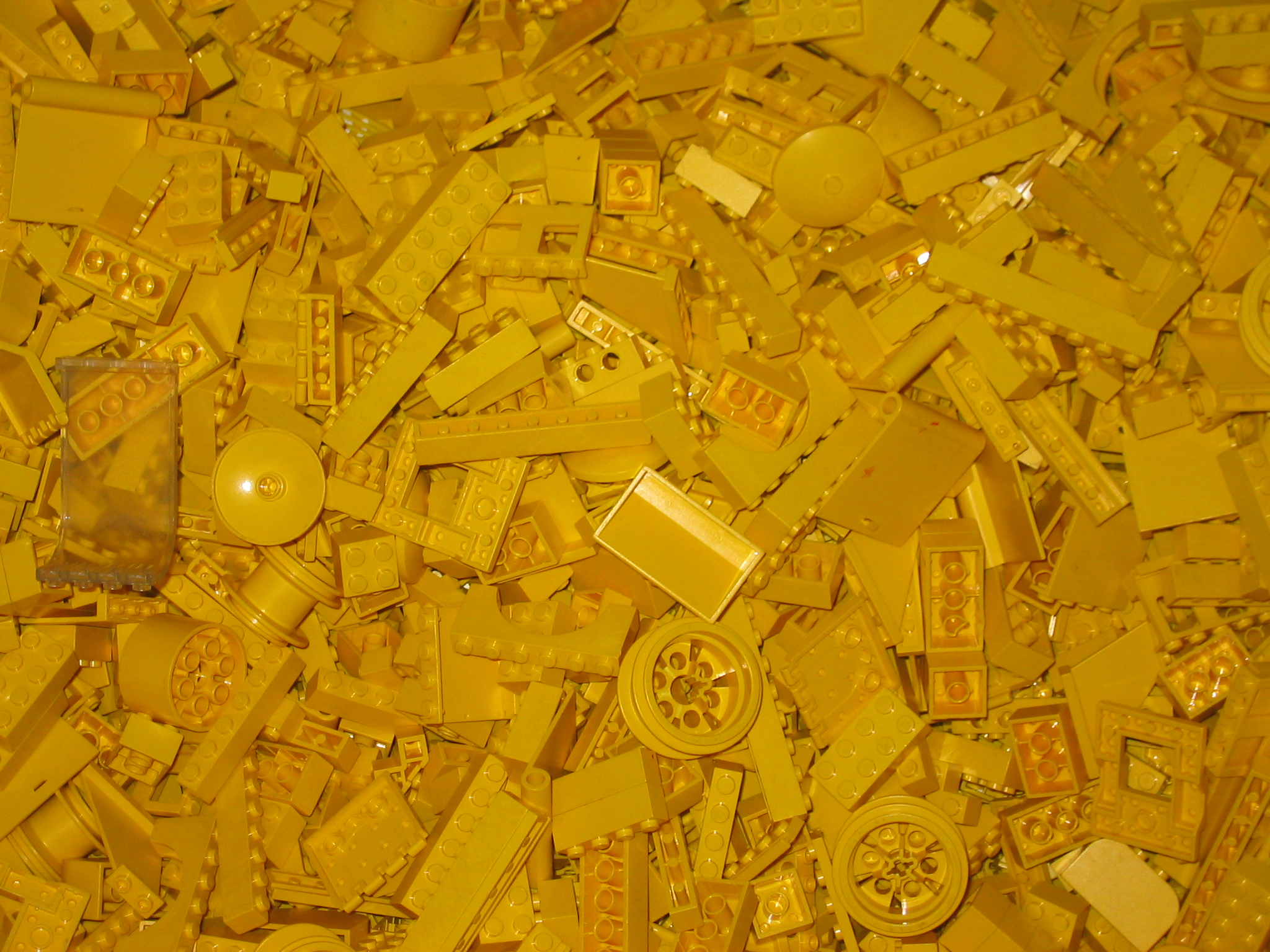
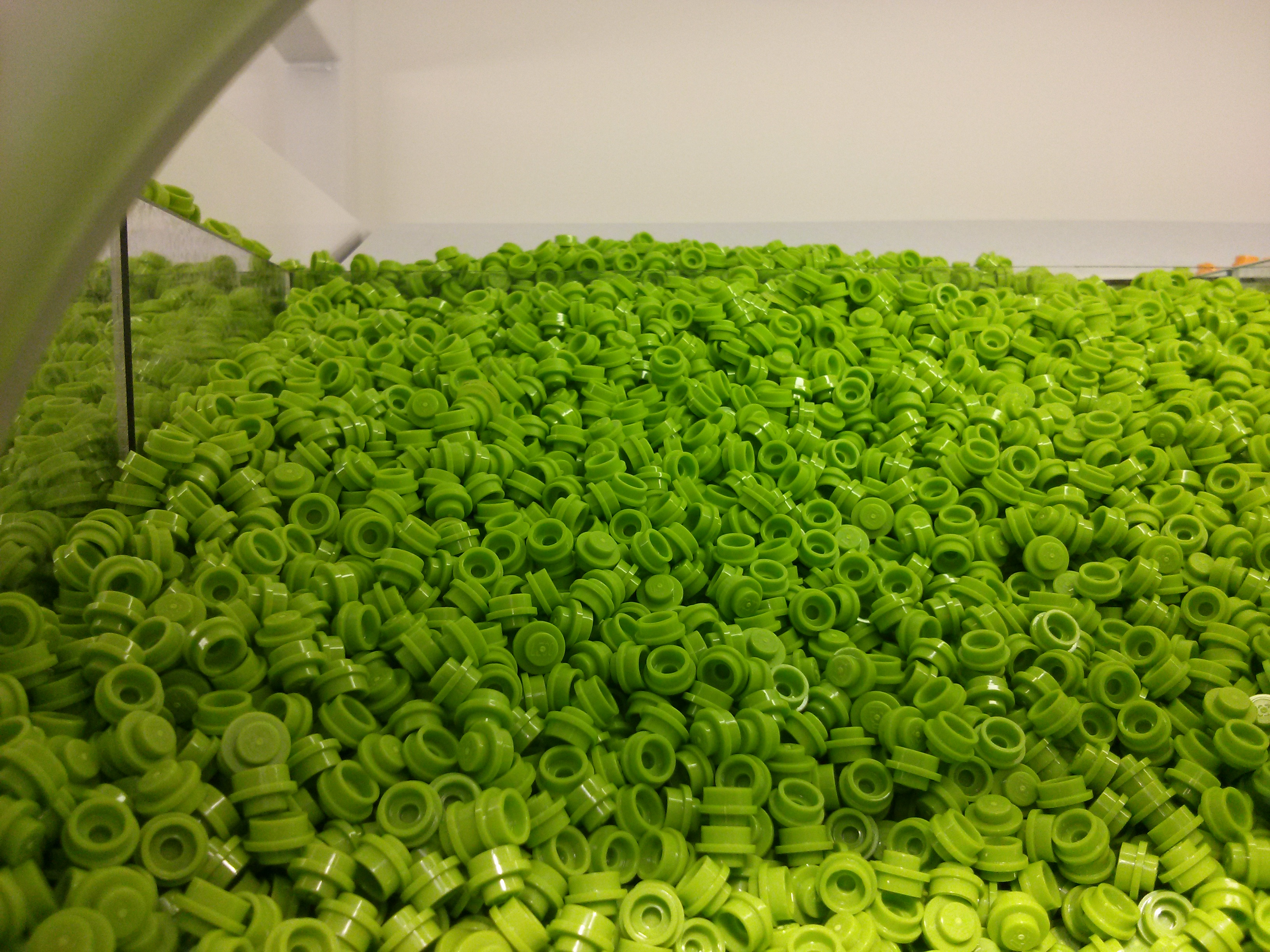
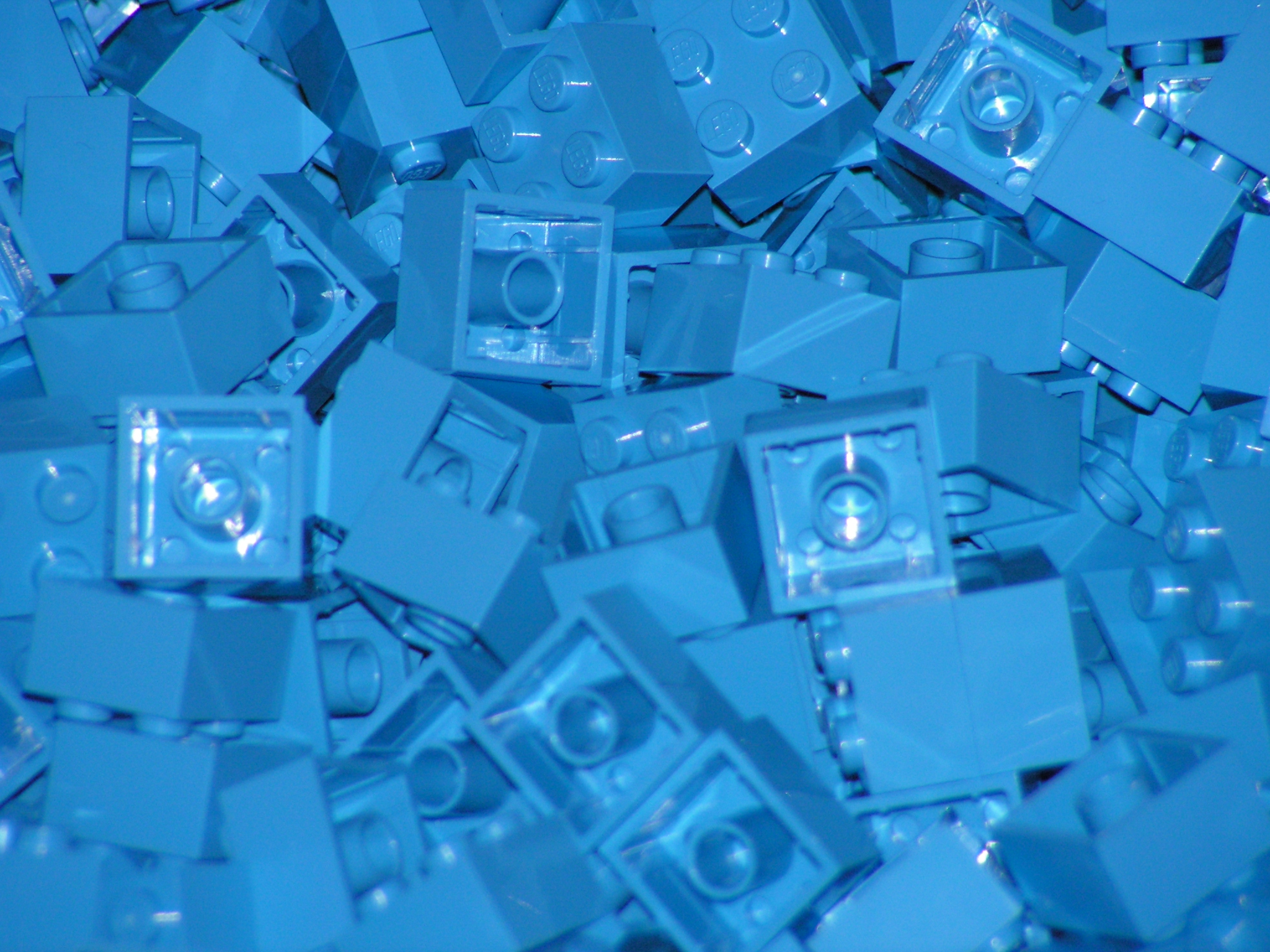
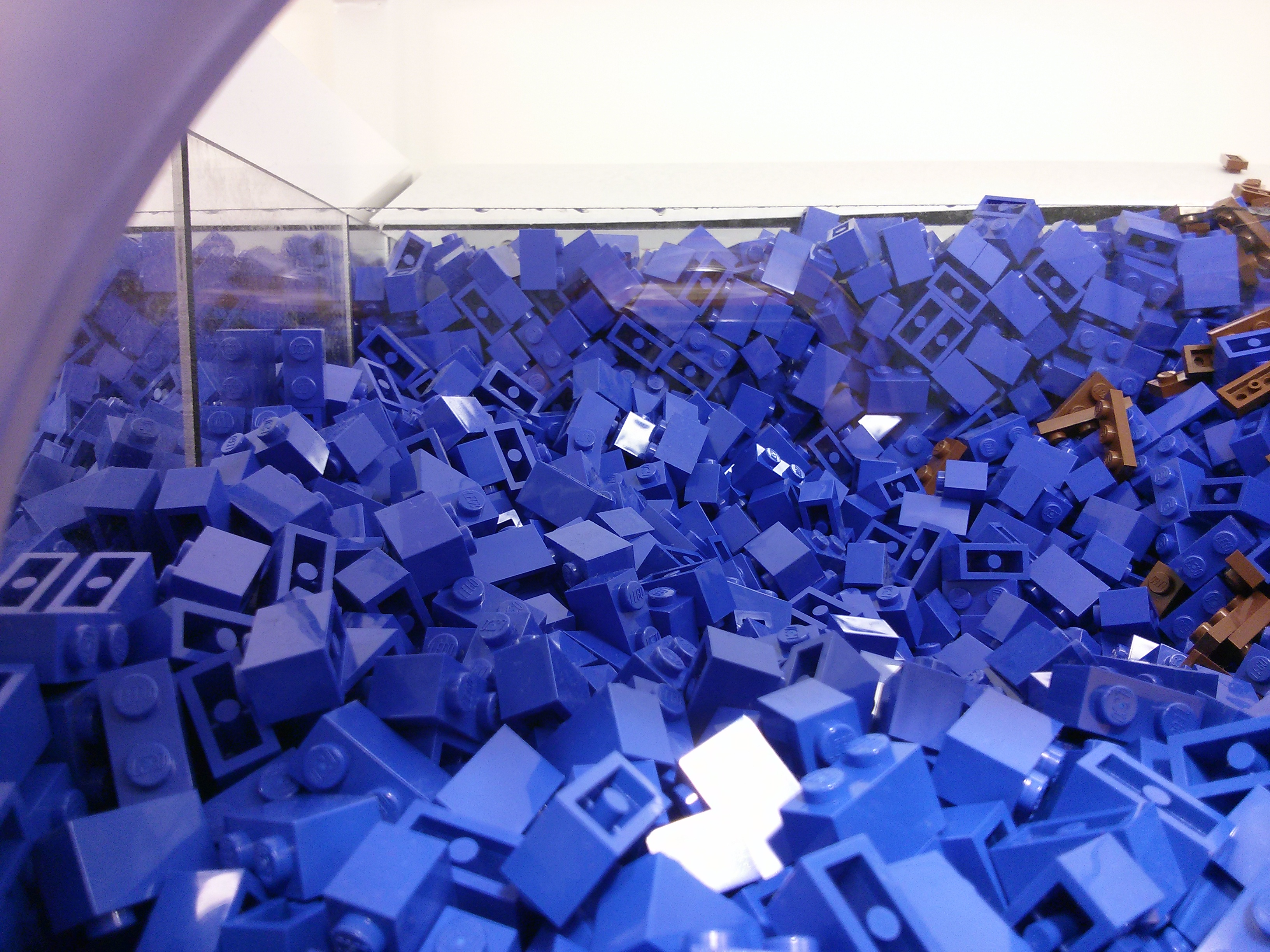
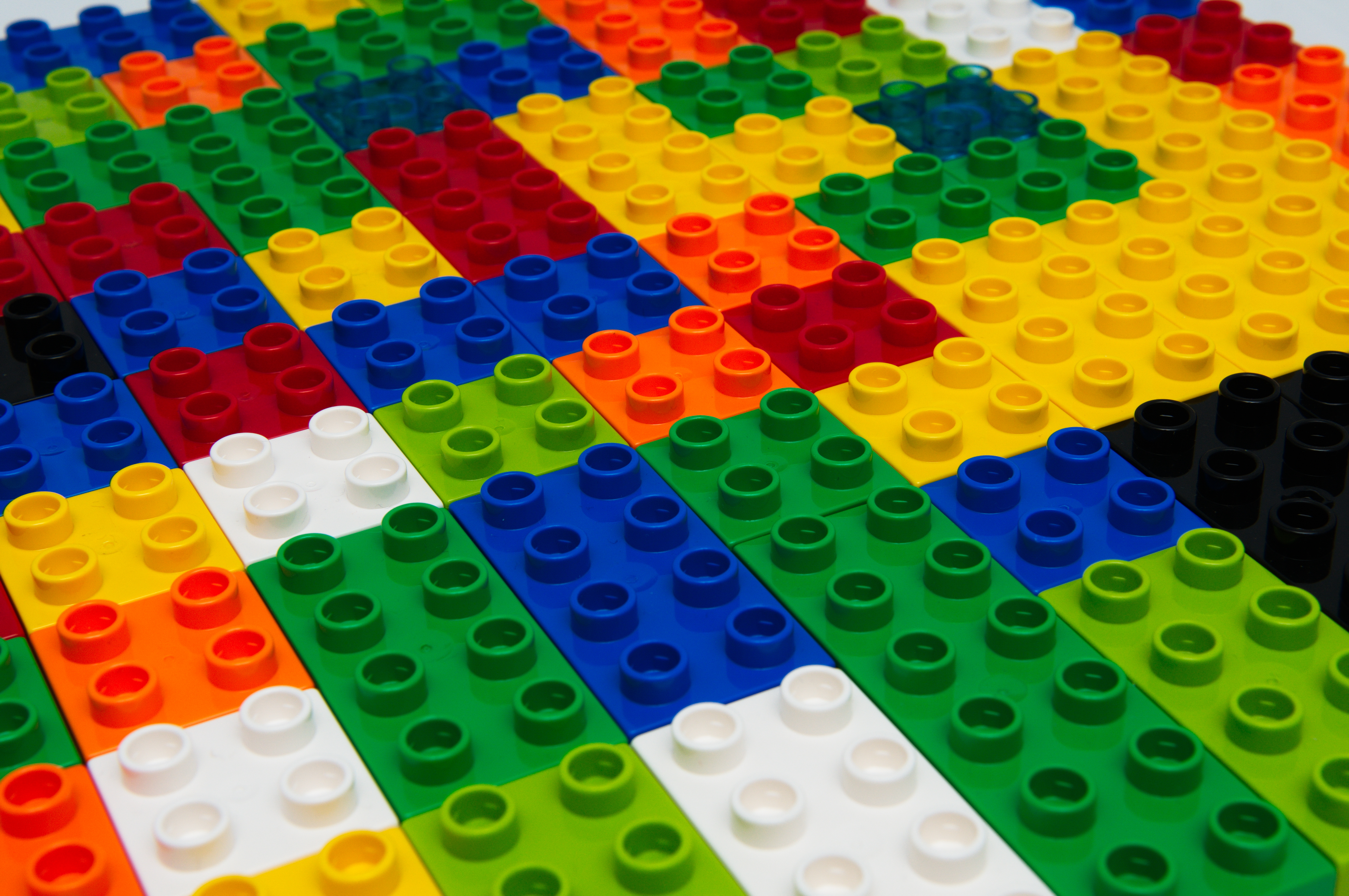

## Gammes
Lego a créé ou adopté de nombreuses gammes sous trois catégories : Lego Duplo, Lego System et Lego Quatro.

### Duplo
La gamme Duplo, composée de briques plus grosses, a été créée principalement pour les très jeunes enfants.
Cette gamme est au catalogue depuis 1969, mais elle n'avait à l'époque que quatre couleurs : rouge, jaune, bleu et blanc. Le nom « Duplo » n'a été adopté que depuis 1975 ; le logo était auparavant un lapin vert (l'actuel est rouge).
- Bob le bricoleur
- Briques
- Dino
- Disney Junior
  - Mickey Mouse Clubhouse
  - Minnie
  - Miles from Tomorrowland
- Disney Princess
- Dora
- Duplo
- Cars
- Ferrari
- Jake et les pirates du monde imaginaire
- Planes
- Sofia the first
- Super Heroes
- Thomas et ses amis
- Toolo
- Toy Story
- Ville
- Winnie l'ourson

### System
Parmi les gammes notables de Lego et celles en cours de production, on trouve Lego Architecture, Chima, Bionicle, Castle, City, Creator, Espace, Friends, Ideas, Mindstorms, Ninjago, Super Heroes et Star Wars.
En juillet 2020, Lego annonce la sortie d'une toute nouvelle gamme, « Lego Art », à destination des adultes. La marque propose depuis août 2020 des posters en briquettes inspirés de la culture pop : Marilyn Monroe, les Beatles, Dark Vador et Iron Man.

#### Lego Ideas
Lego Ideas (anciennement Cuusoo) est une gamme de Lego basée sur un système de projets désignés par des fans de Lego sur la plateforme Ideas. Si le projet atteint dix mille votes (par les internautes), il est soumis à un comité professionnel et si accepté, il est peaufiné ou amélioré par une équipe de la marque en collaboration avec le créateur original, puis commercialisé sous la référence 21xxx. Ainsi, plus d'une soixantaine ont vu le jour depuis 2008 et la sortie du tout premier set : le sous-marin japonais Shinkai.

### Braille Bricks
En avril 2019, la Lego Foundation, entité de la société dévolue aux projets sociaux en faveur de l’éducation des enfants, annonce officiellement la sortie d'une gamme Braille Bricks destinée à faciliter aux enfants malvoyants l'apprentissage du braille : des sets multicolores de 250 briques dont les tenons représenteront l’alphabet, les chiffres et les caractères particuliers de l'alphabet braille. Les Braille Bricks, officiellement présentés en août 2020, sont disponibles dans vingt pays en janvier 2021 et distribués gratuitement dans des écoles et associations spécialisées de Belgique.

### Autres
- Baby
- Quatro
- Primo

### Jeux vidéo
- 2005 : Lego Star Wars, le jeu vidéo (PC, PS2, Xbox, GCN, GBA, Mac, Wii).
- 2008 : Lego Batman, le jeu vidéo (PC, PS3, Xbox 360, Wii, DS, PSP, Mac, PS2).
- 2013 : Lego City Undercover (Wii U).
- 2013 : Lego Marvel Super Heroes (PC, PS3, PS4, Xbox 360, Xbox One, 3DS, PS Vita, DS, Wii U, iPhone, iPad, Mac).
- 2015 : Lego Dimensions (PS3, PS4, Xbox 360, Xbox One, Wii U).
- 2023 : Lego Fortnite (PS4, PS5, PC, Android, Nintendo Switch, Xbox one, Xbox Série X/S ).

### Chaîne YouTube
En septembre 2023, la marque Lego annonce faire un partenariat avec la chaîne YouTube Lofi Girl,. La communication s'est faite avec la diffusion sur la chaîne d'une playlist baptisée « Lofi Girl – chill beats for LEGO building », qui démarre par une animation où la scène avec le personnage de Lofi Girl se transforme en petite scène entièrement faite de briques Lego.
Cette collaboration sert à promouvoir un concours d'idées. Les candidats devront concevoir un endroit où ils aiment se relaxer en écoutant de la musique. Les projets devront s’inspirer de Lofi Girl et être constitués de briques (physiques ou virtuelles). Les soumissions sont revues par un jury.

## Éléments compatibles avec les éléments Lego
La forme définitive des briques Lego, avec les tubes internes, est brevetée par le groupe Lego en 1958. Ce droit exclusif expire en 1978.
Plusieurs concurrents ont tenté de tirer parti de la popularité du jouet danois en produisant des blocs de dimensions similaires et en les annonçant compatibles avec les briques Lego. En 2002, Lego intente une action contre la CoCo Toy Company à Pékin pour violation de droits d'auteur sur son produit « Coko briques ». CoCo reçoit l'ordre de cesser la fabrication des produits, de publier des excuses officielles et de verser des dommages et intérêts.
Lego poursuit ensuite l'entreprise anglaise Best-Lock Construction Toys à la cour suprême allemande en 2004 et en 2009 ; la Cour fédérale des brevets d'Allemagne refuse la protection de la marque Lego pour la forme de ses briques pour le dernier cas.
En 2005, l'entreprise Lego poursuit l'entreprise canadienne Mega Bloks pour violation du droit des marques, mais la Cour suprême du Canada confirme les droits de Mega Bloks de vendre son produit.
En 2010, la Cour de justice de l'Union européenne statue que la conception à huit pions de la brique originale de Lego « remplit simplement une fonction technique et ne peut pas être enregistrée en tant que marque ».
Le 24 mars 2021, le Tribunal de l’Union européenne a annulé la décision de la chambre de recours de l’Office de l’Union européenne pour la propriété intellectuelle (EUIPO) du 10 avril 2019 déclarant nul le dessin ou modèle de la célèbre brique des jeux de construction Lego. Il rappelle à cette occasion ce qu’est une caractéristique exclusivement imposée par sa fonction technique.

## Identité visuelle

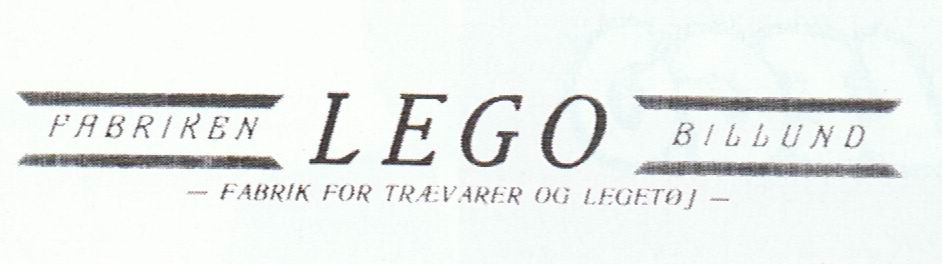
Logo de LEGO de 1936 à 1940.
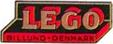
Logo de LEGO de 1940 à 1946.
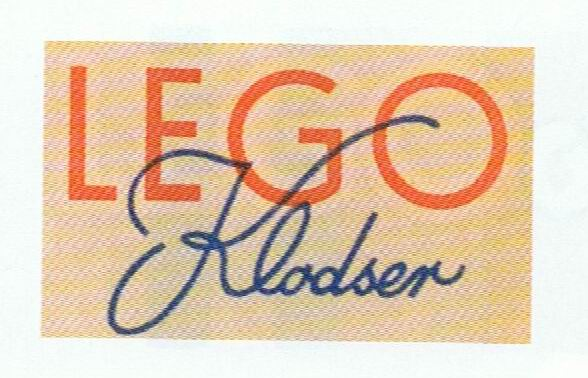
Logo de LEGO de 1946 à 1948.
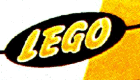
Logo de LEGO de 1948 à 1950.
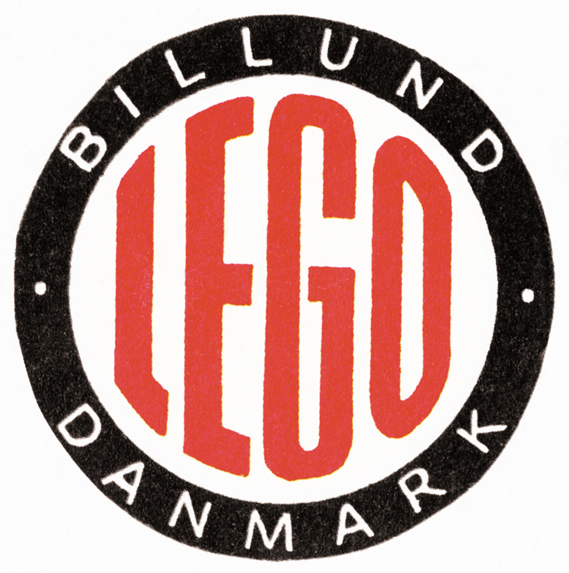
Logo de LEGO de 1950 à 1953.
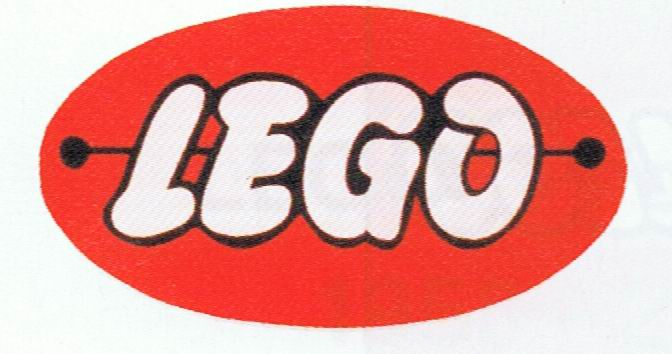
Logo de LEGO de 1953 à 1959.
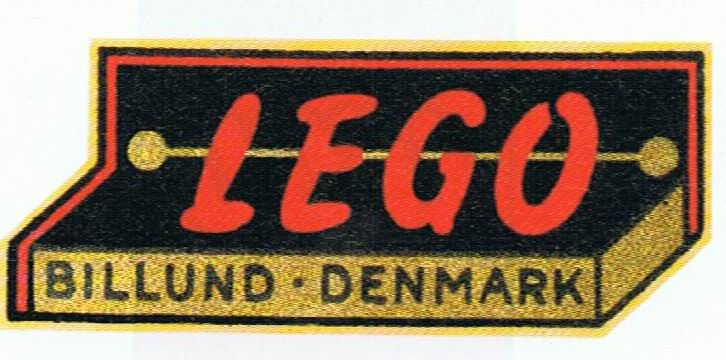
Logo alternatif de LEGO de 1954 à 1959.
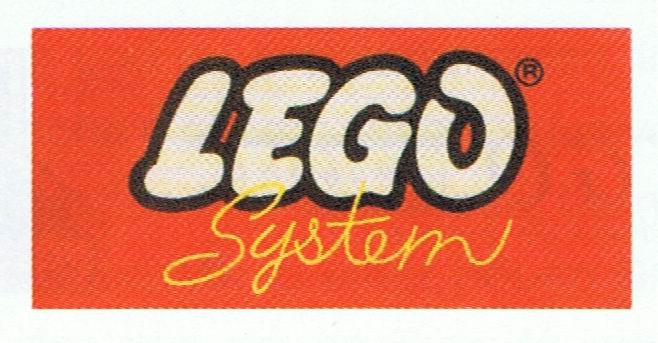
Logo de LEGO System de 1959 à 1964.
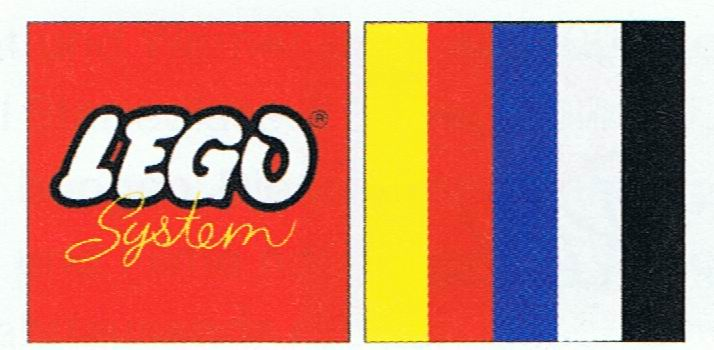
Logo de LEGO System de 1964 à 1972.
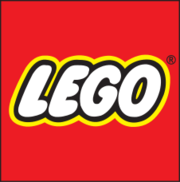
Logo de LEGO de 1972 jusqu'en 1998.
Logo de LEGO depuis  1998.

## Adaptations cinématographiques
Un film d'animation retrace l'aventure de la société : The Lego Story.
La plupart des adaptations mettent en scène des héros représentés sous forme de personnages Lego évoluant dans un univers Lego :
- Bionicle : Le Masque de Lumière, un film basé sur la licence du même nom sorti directement en DVD, réalisé par Terry Shakespeare et David Molina ;
- La Grande Aventure Lego, un long métrage réalisé sur le thème de l'univers Lego utilisant la technique des images de synthèse 3D est sorti au cinéma le 19 février 2014 en France et le 26 février en Belgique ;
- La Grande Aventure Lego 2, de Mike Mitchell[45] est sorti en février 2019[46] ;
- La Grande Aventure Lego 3, n'a pas encore de date de sortie ;
- Lego Batman, le film, film dérivé de La Grande Aventure Lego est réalisé par Chris McKay et est sorti début 2017[47] ;
- Lego Ninjago, le film est réalisé par Charlie Bean et est diffusé dès septembre 2017[48],[49] ;
- Beyond the Brick: A Lego Brickumentary, documentaire de 2015[50] ;
- Lego Batman, le film : Unité des super héros, sorti directement en DVD.

## Records
- La boîte la plus chère : le modèle Lego le plus cher (prix neuf en magasin) est le Millennium Falcon en édition « collector », sorti en septembre 2017, composé de 7 541 pièces. Il est une réédition du précédent modèle de 2008 qui ne comptait « que » 5 195 pièces. Il mesure 21 cm de haut, 84 cm de long et 56 cm de large, et est proposé à la vente à 799,99 €[51]. L'AT-AT UCS en édition collector sorti en novembre 2021, composé de 6 785 pièces, coûte également 799,99 €, ce qui en fait avec le Millenium Falcon, les deux plus chers sets Lego[52].
- La boite Lego avec le plus de pièces est la carte du monde (31203), sortie en 2021 pour 249,99 €. Elle possède 11 695 pièces[53].
- Le plus grand nombre de briques : il s'agit d'une réplique du Tower Bridge de Londres, homologué par le Livre Guinness des records en septembre 2016. Elle est composée de 5 805 846 briques[54]. Elle mesure 44 m de large et 18 m de haut. Si le projet a duré un an au total, la construction seule a duré sept mois, monopolisant 28 constructeurs.
- La construction la plus haute : le record homologué de la plus haute tour est de 35,05 m[55] depuis juin 2015, mais une tour de 36 m est en cours d'homologation[56].
- Le plus gros bateau : il mesure 12,035 m de long et pèse 2 860 kg[57].
- Il existe de nombreux autres records de constructions Lego homologués par le Livre Guinness des records[58].

## Lego Store
Un « Lego Store », ou Lego Imagination Center, est une boutique de The Lego Group vendant uniquement des produits Lego.

## Biomécanique
David Aguilar, un jeune Andorran né avec un bras atrophié en raison du syndrome de Poland, a créé sa première prothèse en lego à l'âge de 9 ans, suivie d'une prothèse plus précise développée à 17 ans. Il a ensuite fondé une chaîne Youtube « Hand Solo » qui a contribué à le faire connaître dans le monde entier et, en 2021, étudiant en bio-ingénierie âgé de 22 ans, il a conçu une prothèse lego pour un petit Kazakhe de 8 ans né sans bras.
Des roues lego ont été utilisées par un vétérinaire en Belgique pour rendre sa mobilité à une tortue amputée des pattes arrière.

## Art

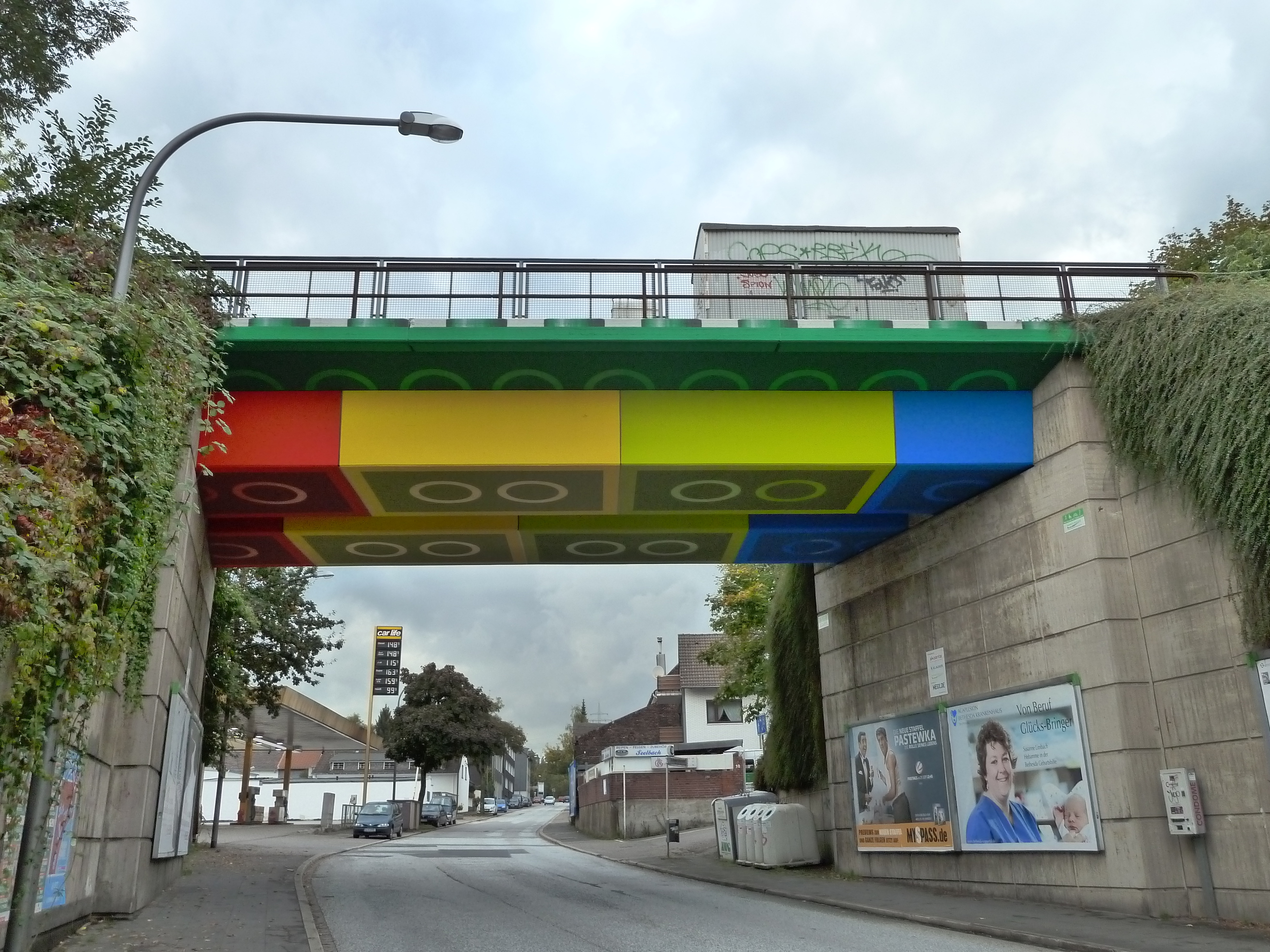
Le pont-Lego à Wuppertal (Allemagne), pont peint par l'artiste Martin Heuwold (2011).

Depuis 2007, le sculpteur franco-allemand et artiste urbain Jan Vormann parcourt les grandes villes du monde entier pour y boucher trous et fissures dans les murs à l'aide de briques colorées Lego,.
À Wuppertal, en Allemagne, l'ancien pont du chemin de fer a été peint en trompe-l'œil en briques lego géantes par l'artiste urbain Martin Heuwold alias MEGX,.
Des reproductions de tableaux ont également été construites en briques par un artiste américain.
L'archéologue Kathy Sas et son mari créent avec des briques colorées Lego des maquettes de cités romaines antiques, dans le but d'intéresser le plus grand nombre à leurs sciences : archéologie et histoire de la Rome antique,.
L'artiste chinois Ai Weiwei a réalisé depis 2016 plusieurs travaux en utilisant les briques Lego,,.